# Седам ђакона
Седам ђакона су били вође које је изабрала ранохришћанска црква да служе заједници верника у Јерусалиму, како би омогућили апостолима да се усредсреде на 'молитву и службу речи' и да се побрину о бригама гркојезичких верника да се њихове удовице занемарују у дневној дијаконији (служби).

## Нови завет
Једина два сачувана записа су дела Стефана и Филипа, и та дела се баве проповедањем, веронауком и крштењем. Филип се једноставно назива „јеванђелистом“ у 18. поглављу. Њихово именовање је описано у 6. поглављу Дела апостолских (Дап. 6:1-6). Према каснијој традицији, они су такође били међу седамдесеторо ученика који се појављују у Јеванђељу по Луки (Лк 10:1, 10:17).
Иако се Седморица у Новом завету не називају „ђаконима“, њихова улога је описана као „ђаконска“ (грч. διακονειν τραπεζαις), и стога се често сматрају претечама ђаконског хришћанског реда.
Седам ђакона су били:
- Стефан Првомученик
- Филип Јеванђелист
- Прохор
- Никанор
- Тимон
- Пармен
- Никола Антиохијски

Према Делима апостолским, они су изабрани од стране заједнице верника на основу њиховог угледа и мудрости, будући да су „пуни Духа Светога“, а њихово именовање су потврдили апостоли.

## Детаљи
Само Стефан и Филип су детаљно приказани у Делима; традиција не даје ништа даље о Никанору или Пармену. Стефан је постао први мученик Цркве када га је убила руља, а на чију смрт је пристао Савле из Тарса, будући апостол Павле (Дап. 8:1). Филип је проповедао у Самарији, где је преобратио Симона Врача и етиопског евнуха, чиме је традиционално започео Етиопску православну цркву.
Традиција назива Прохора Стефановим синовцем и пратиоцем јеванђелисте Јована, који га је посветио за епископа Никомедије у Витинији (данашња Турска). Традиционално му се приписивало ауторство апокрифних Јованових дела, а за њега се говорило да је завршио свој живот као мученик у Антиохији у I веку.
Према делу Црквени анали (лат. Annales Ecclesiastici) Цезара Баронија, који се сада сматра историјски нетачним, Никанор је био кипарски Јеврејин који се вратио на своје родно острво и умро као мученик 76. г. Други извештаји кажу да је погинуо у "Берју", неидентификованом месту које је вероватно помешано са Батруном.
За Тимона се говорило да је био хеленизовани Јеврејин који је постао епископ у Грчкој или у Босри у Сирији. По каснијим изворима, његово проповедање је изазвало гнев локалног гувернера, који га је спалио на ломачи.
Након што је годинама проповедао у Малој Азији, где је Иполит Римски тврдио да је епископ Солија (Помпејопоља; иако је можда мислио на Соли, Кипар), Пармен се наводно настанио у Македонији, где је умро у Филипима 98. г, за време Трајанових прогона.
Никола, који је дошао из Антиохије, описан је у Делима као преобраћеник у јудаизам. Неки рани писци нису га повољно описивали. Према делу Иринеја Лионског Против јереси (лат. Adversus Haereses), Николаити, јеретичка секта која је осуђена још у Књизи Откровења, преузела је име по ђакону. У делу Против свих јереси (лат. Philosophumena), Иполит пише да је инспирисао секту својом равнодушношћу према животу и телесним задовољствима; његови следбеници су ово схватили као дозволу да се предају пожуди. Католичка енциклопедија бележи причу да је Никола, након што су му апостоли замерили што је малтретирао своју лепу жену због своје љубоморе, напустио њу и пристао да је било ко други ожени, рекавши да тело треба малтретирати. У делу Слојеви (грч. Στρώματα), Климент Александријски каже да је секта искварила Николајеве речи, првобитно осмишљене да контролишу задовољства тела, да оправдају разузданост. Католичка енциклопедија напомиње да је историчност приче дискутабилна, иако су и сами Николаити можда сматрали Николу својим оснивачем.